# Jacqueline Fatima Bocoum
Pour les articles homonymes, voir Bocoum.
Jacqueline Fatima Bocoum, née en 1971, est une femme de lettres, romancière et journaliste sénégalaise,.

## Biographie
Jacqueline Fatima Bocoum, est une journaliste sénégalaise, son père est un bureaucrate sous le gouvernement du président Senghor. Jacqueline jette un œil critique à la position administrative de son père, la décrivant comme un pur produit de la structure politique prévalant à cette époque, tout en montrant une indéniable admiration pour lui.

### Parcours professionnel
Fatima Bocoum fait partie des premières femmes travailler à la radio privée du Sénégal avec Sud FM. Elle travaille ensuite sur la radio Nostalgie comme directrice de programme, puis conseillère au ministère de la communication et ministère de la santé. Elle dirige le groupe de presse Com7, avant de devenir directrice de la communication de l'agence en charge de la promotion des investissement et des grands travaux (Apix sa). Jacqueline Fatima est une femme communicante à influenceuse très suivie sur X (twitter), elle fait de la communication institutionnelle et  événementielle.

## Publications
- Motus et bouche… décousue, Saint-Louis, Xamal, 2002, 72 p. (ISBN 2-84402-043-7)